# ニナ・パープルトン
ニナ・パープルトン (Nina Purpleton) は、OVA『機動戦士ガンダム0083 STARDUST MEMORY』に登場する架空の人物。本作品のヒロイン（声：佐久間レイ）。

## 人物
アナハイム・エレクトロニクスのフォン・ブラウン支社に勤務する、宇宙世紀0062年生まれの21歳。コロニー生まれのコロニー育ちで、根っからのスペースノイドである。一方で、月出身（フォン・ブラウン市との説あり）、アメリカ系という説があるが定かではない。
ガンダム開発計画において製造されたガンダム試作1号機および2号機を担当する専属のシステムエンジニアで、自分が担当するガンダムに対して一種フェティシズム的な強い思い入れを持つ。1号機および2号機の重力下実動試験の現場指揮者として強襲揚陸艦アルビオンに搭乗し、トリントン基地に降り立った。デラーズ・フリートの一員であるアナベル・ガトーによる2号機強奪後も、追撃任務に加わった1号機のサポートとしてアルビオンに留まった。
コウ・ウラキとは後に親密な関係となったが、才媛ゆえの気の強さがたたってか、出会った当初の仲は険悪だった。女たらしであるベルナルド・モンシアから言い寄られることもしばしばあり、コウを交えた三角関係が幾つかの事件を引き起す。またコウとは別の意味でマイペースな性格であり、相手の感情・事情をおもんばからない言動が周囲とのトラブルを引き起こすこともあった。
ガトーと交際していた過去があり、それに起因する煩悶が、ガトーへの敵愾心に燃えるコウと仲が進展するにつれてよりニナを苦しめることとなる。そして物語終盤におけるコロニー落としの最中に、撃たれたガトーをかばってコウに銃口を向け発砲し、2人の関係を知らなかったコウに大きな衝撃を与えた。ただしストーリー前半では2人は元恋人という伏線はない。第1話でガンダム試作2号機に乗り込もうとするガトーに、「誰よ!?」と発言しているが、これに関しては気配で誰かが乗ったのは判ったものの、ニナの居た場所からは2号機のハッチは見えなかったからと設定製作の武井良幸が説明している。劇中描写に当てはめると、誰かに向かってハッチを閉めるよう叫ぶニナと、誰かの声に振り返りフッと笑うガトー、そして直前に会話していたコウ及びキースでは無いが誰かは分からないニナ、という流れになり、「誰よ!?」のセリフと合わせて矛盾はない。漫画版では2号機強奪の際にガトーだと気づいていた、小説版ではガトーがヘルメットを着用していたため気づかなかった、という設定が取られている。
ストーリー前半はかなり自己中心的でわがままな女性として描かれており、このことが終盤のコウへの裏切り行為に対して好意的な理由を見出しにくくした感がある。しかもそういった経緯など一切無かったかのようにコウの元へ舞い戻り微笑みかけるラストの厚顔ぶりが決定的に駄目押しする。このため、ニナを嫌う作品ファンもいる。
OVAシリーズ終了後に刊行された小説版『機動戦士ガンダム0083』（下巻・終章「濁流」）では、コウはあの日以来、なぜニナの真意を察することが出来なかったのかと悔やんでおり、もし彼女があのとき制止してくれなければ、自分は無抵抗のガトーを撃ち殺した罪悪感と、後味の悪さを一生引きずっていただろうと述べ、ニナはコウにそんな思いをさせたくなかったから銃を向けたのであって、決して裏切りたかった訳ではなかった、というその時の心情の詳細が語られている。
デラーズ紛争が終結した後、コウがガンダム試作3号機の無断使用の罪状により軍事裁判にかけられ、1年の懲役刑を言い渡されるが、軍上層部により一連の事件の真相の隠蔽のため、ガンダム開発計画が「無かったこと（登録抹消）」とされ、GPシリーズが登録抹消されるに伴い罪状が消滅し釈放された後、北米オークリー基地に赴任したコウをチャック・キースやモーラ・バシットと共に出迎えている。ただし、映画版ではコウが基地に赴任するシーンが無く、テロップで罪状消滅のみが示され、その後の動向については不明となっている。
加登屋みつる版コミカライズでは初登場時でコウと互いに一目ぼれしている。包容力に満ちた心優しい大人の女性として描かれており、過去の恋愛関係も含めてガトーとの絡みは一切削除されている。